# ベイビーポッパー
ベイビーポッパー（BABY-POPPER）は、配信アプリ17 Liveのライバーだけで構成された日本のアイドルグループ。
配信ライバーのみで構成されるアイドルユニット
17 Liveを拠点にライブ配信を行っている。

## 配信歴
2020年1月よりライブアプリ17を使用し集められたメンバー（ライバー対象）当初メンバーは遠藤三貴・ちゃんなな・ヒロにゃん・星奈きらの4名で構成されたが7月21日遠藤三貴が脱退　現在3名で活動中。

### 17LIVE配信
- 2020年1月26日　アポなしライバー（17ライブ）
- 2020年2月17日　アポなしライバー（17ライブ）
- 2020年6月10日　アポなしライバー（17ライブ）
- 2020年6月25日　ベイビーポッパーとして初配信
- 2020年9月12日　BABY-POPPERのホームページ開設。
- 2020年10月24日　初ソロライブ（配信で行う）

## メンバー

### 現メンバー
- ちゃんなな
- ヒロにゃん

MAKE UP ONE's LIFE所属。
山口県宇部市出身。山口大学卒業。
- 星奈きら

「あすきらChannel」では、YouTuberとしても活動している。
- 永井佑一郎

プロデューサー。

### 元メンバー
- 遠藤三貴（2020年1月26日から7月21日まで活動)